# Delage D6
Pour les articles homonymes, voir Delage et D6.
La Delage D6 ou Delage Type D6 (variante 6 cylindres des Delage D4 et Delage D8) est une voiture de prestige du constructeur automobile français Delage, fabriquée entre 1930 et 1940, puis de 1946 à 1954, par Delage (puis par Delahaye à partir de 1935).

## Histoire
La marque fondée par Louis Delâge en 1905, est une des marques de voitures françaises les plus prestigieuses d'entre-deux-guerres, entre autres champion du monde des constructeurs 1927 avec ses Delage 15 S8 de Grand Prix à moteurs 8 cylindres conçus par Albert Lory (1926-27). 

Quelques modèles
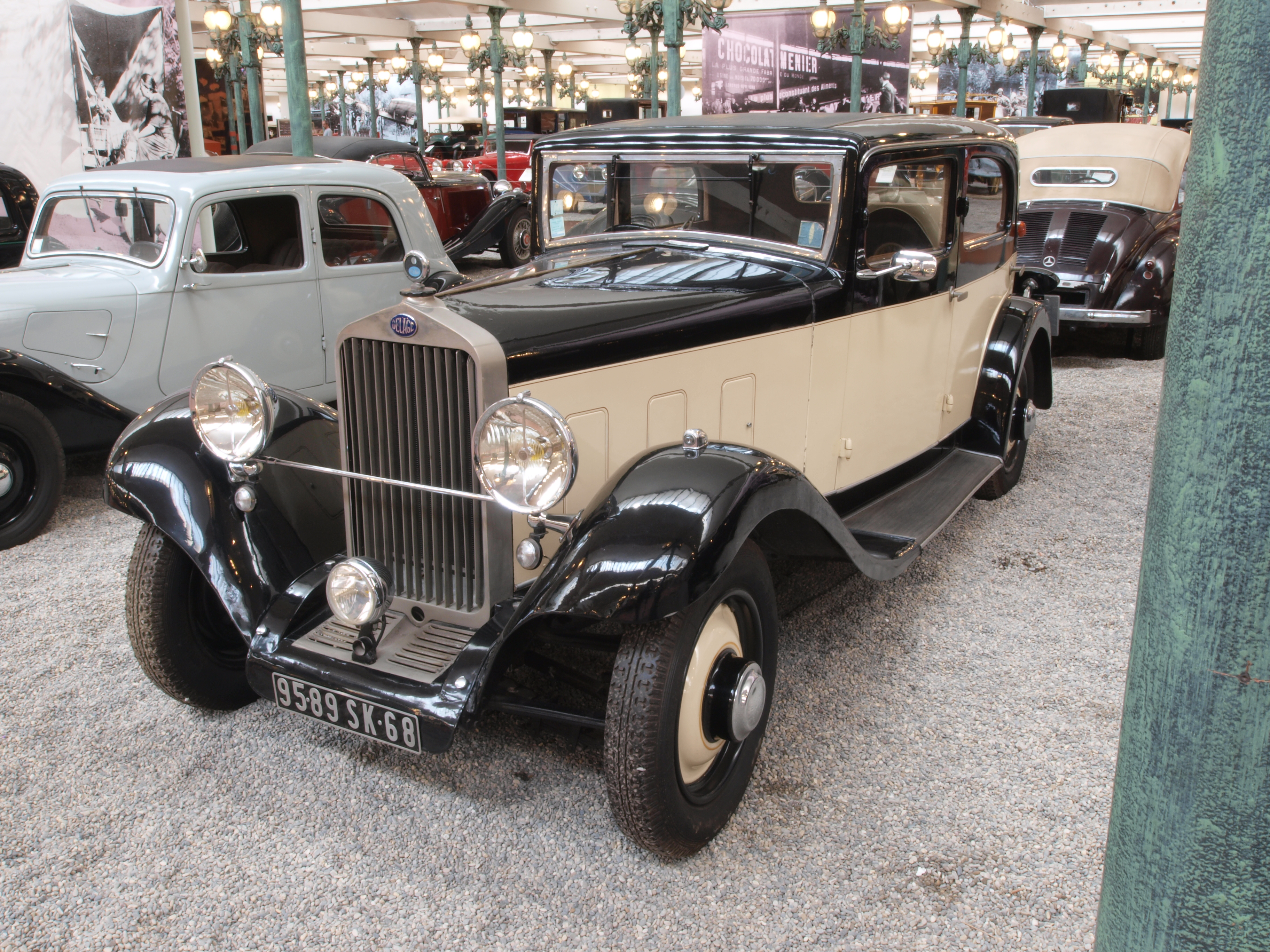
Delage D6-11 (1934)
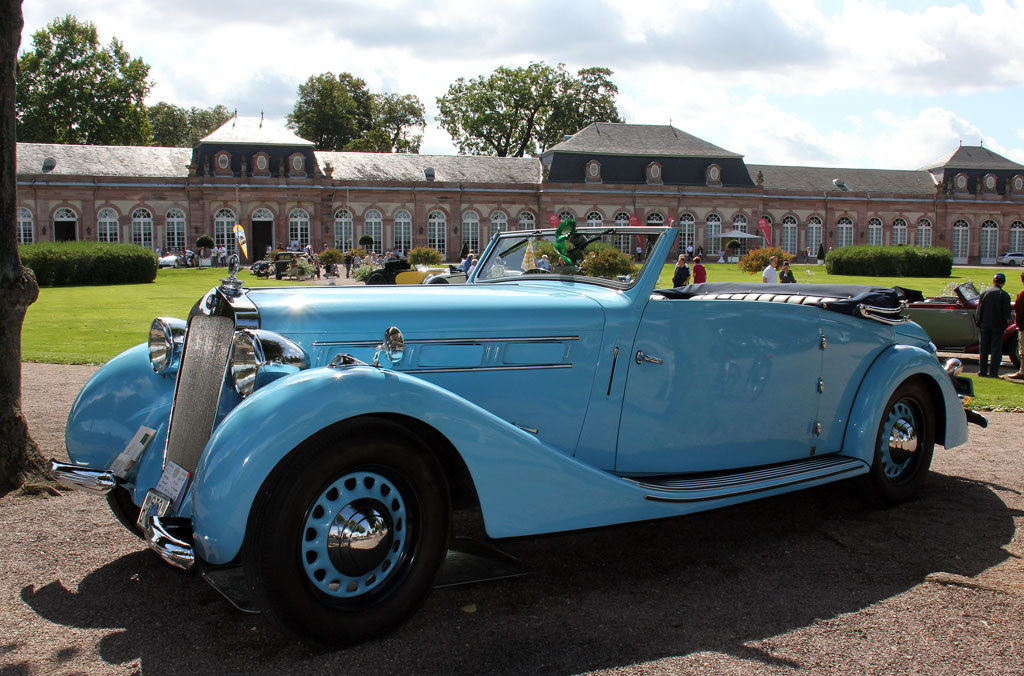
D6.60 coupé Cabriolet (1937)
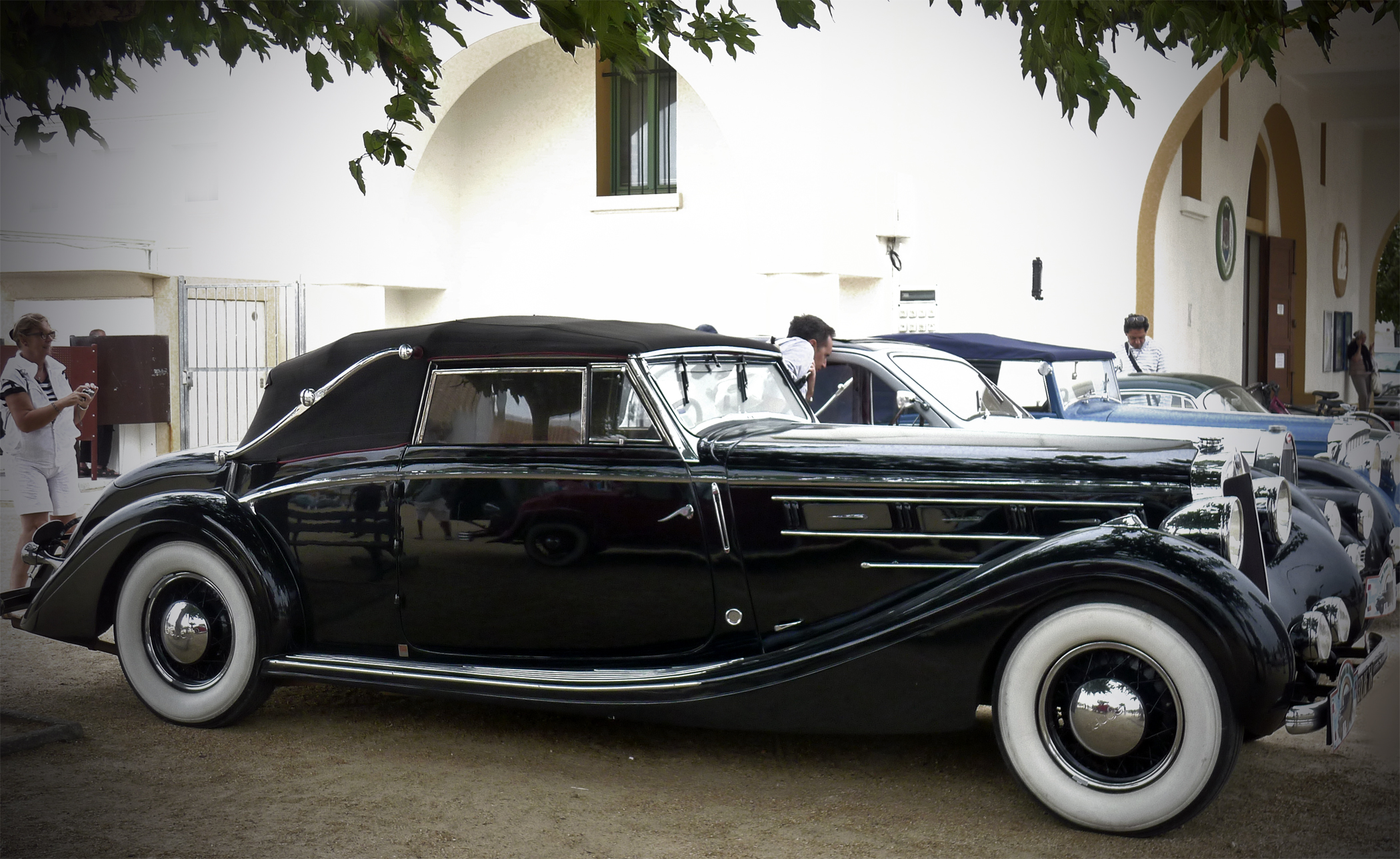
D6.70 coupé cabriolet (1937)

Le D6 est présentée en 1930 (à la période du krach de 1929 et début de la Grande Dépression) pour succéder aux Delage D4, Delage DM, et Delage DR, avec les Delage DS et Delage D8. Elle est motorisée par un moteur 6 cylindres en ligne de 2984 cm³ de base, décliné en plusieurs variantes de puissance. 

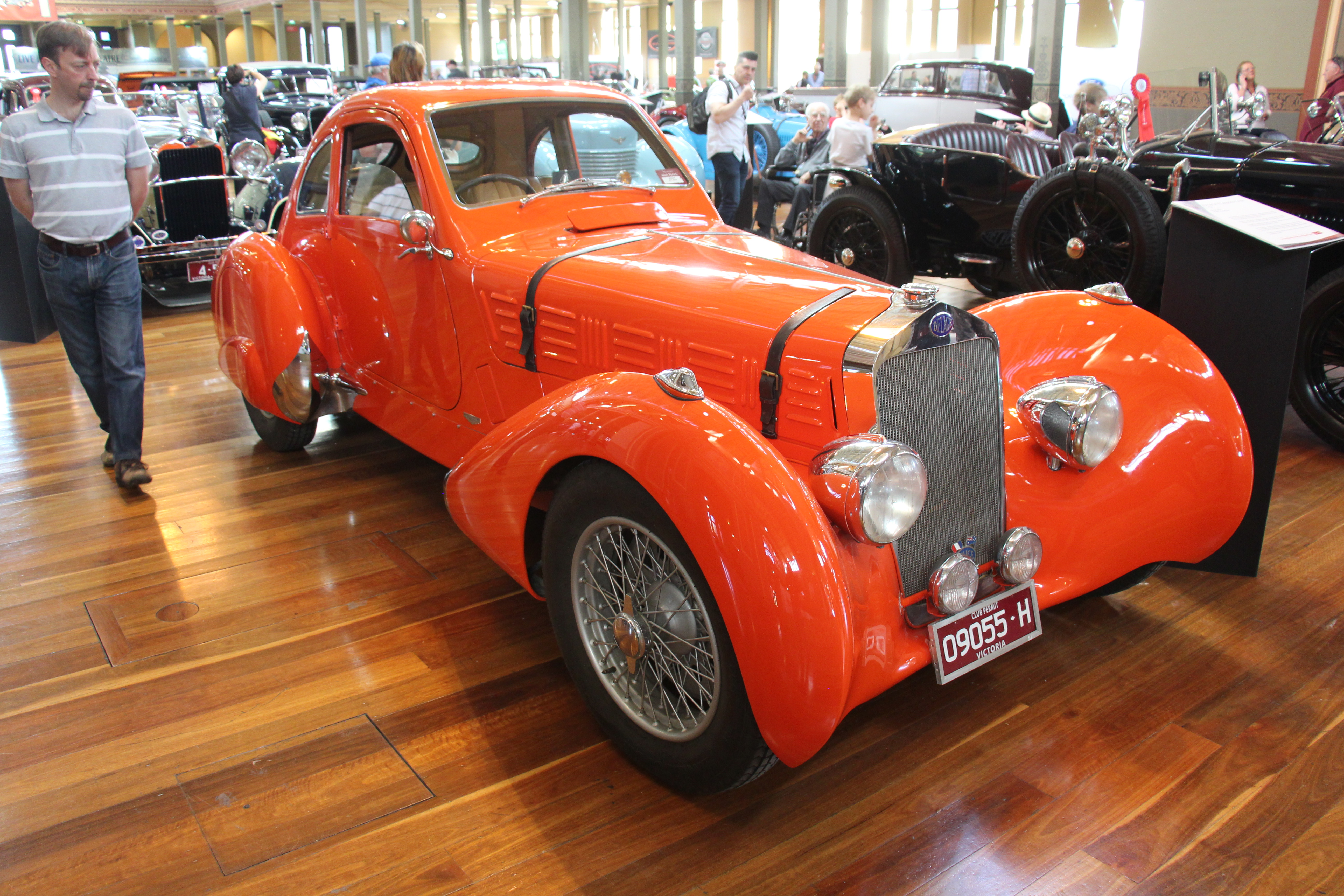
D6-70 Figoni & Falaschi coupé (1936)
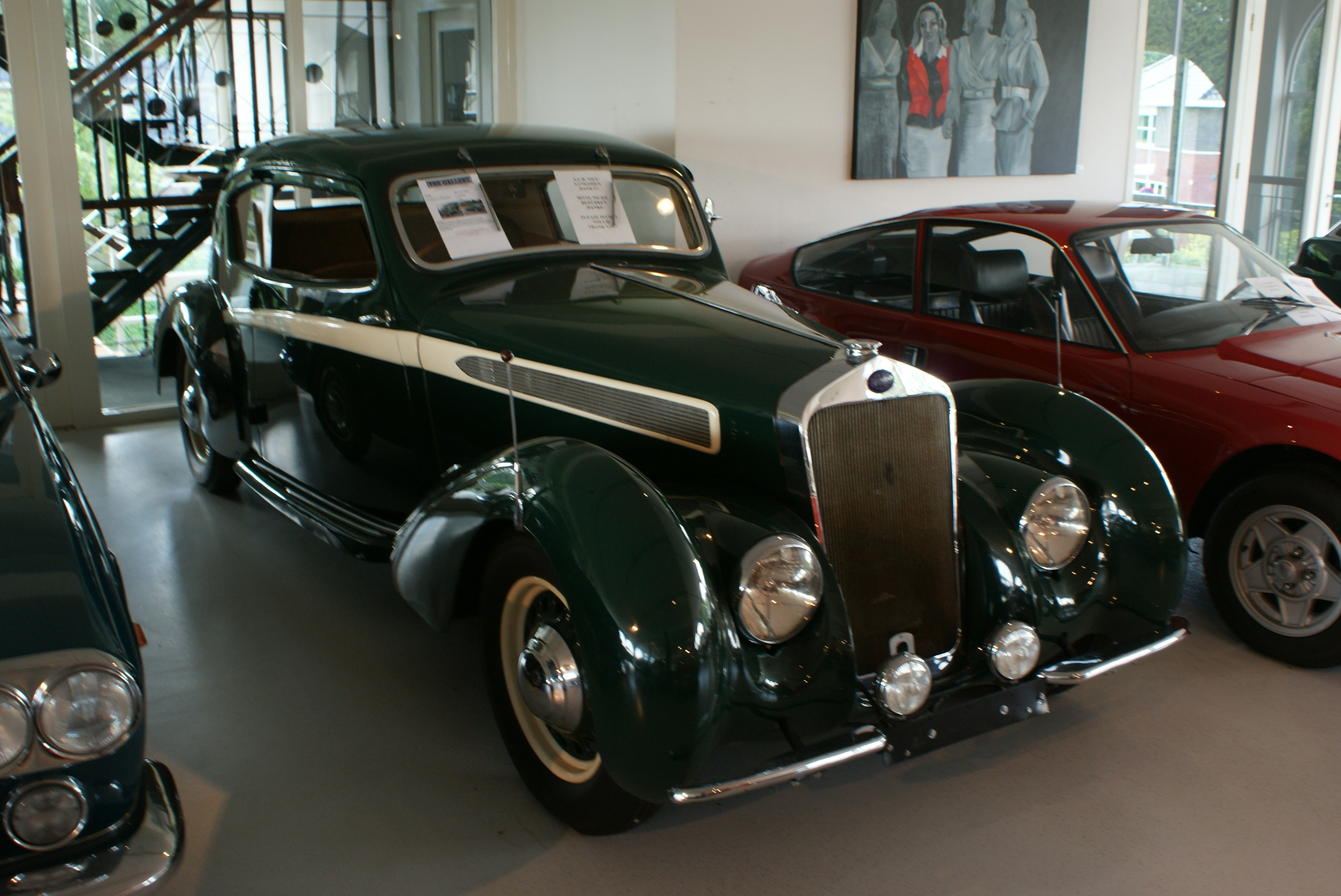
D6.70 Letourneur & Marchand (1938)
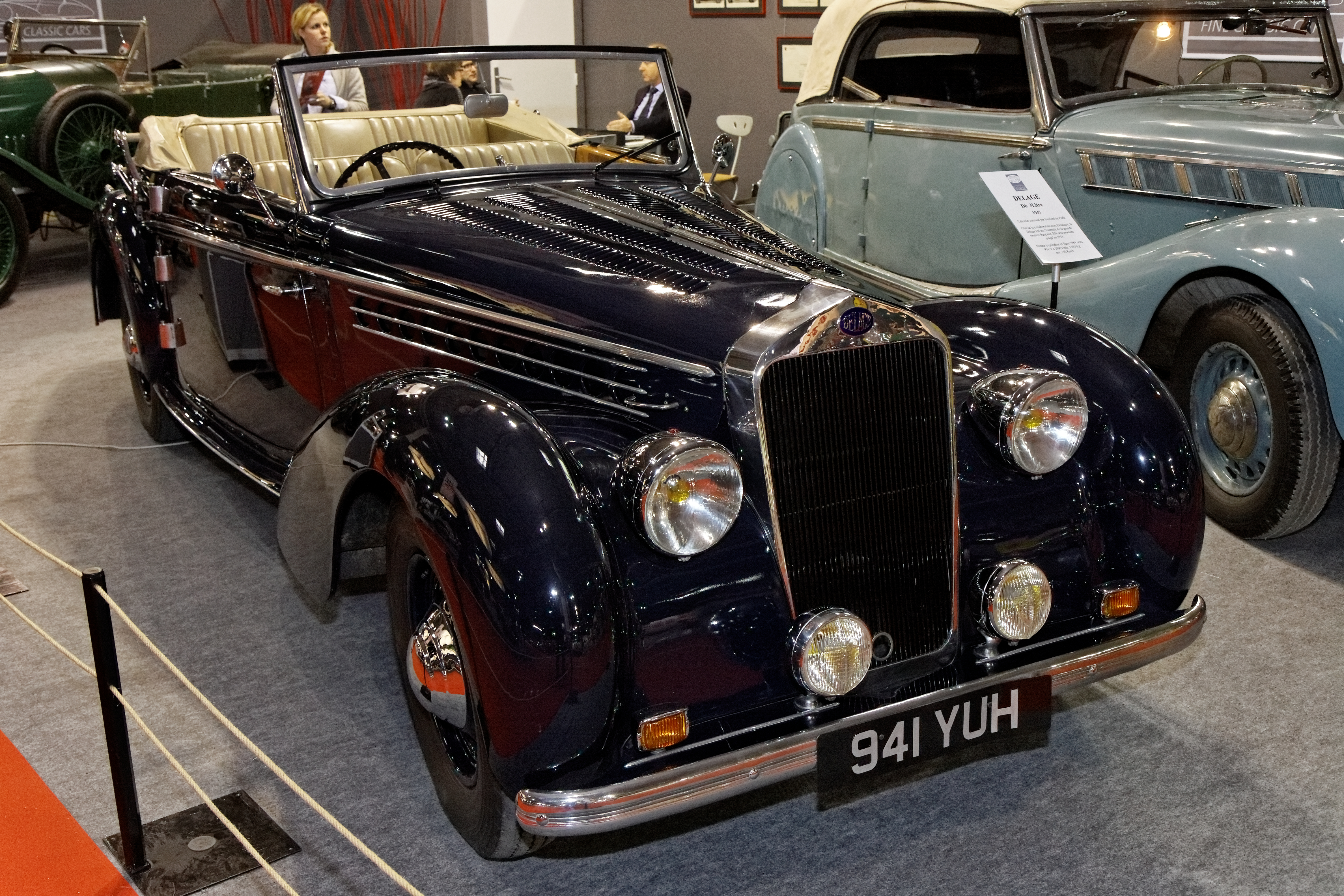
D6 3-Litres cabriolet (1947)

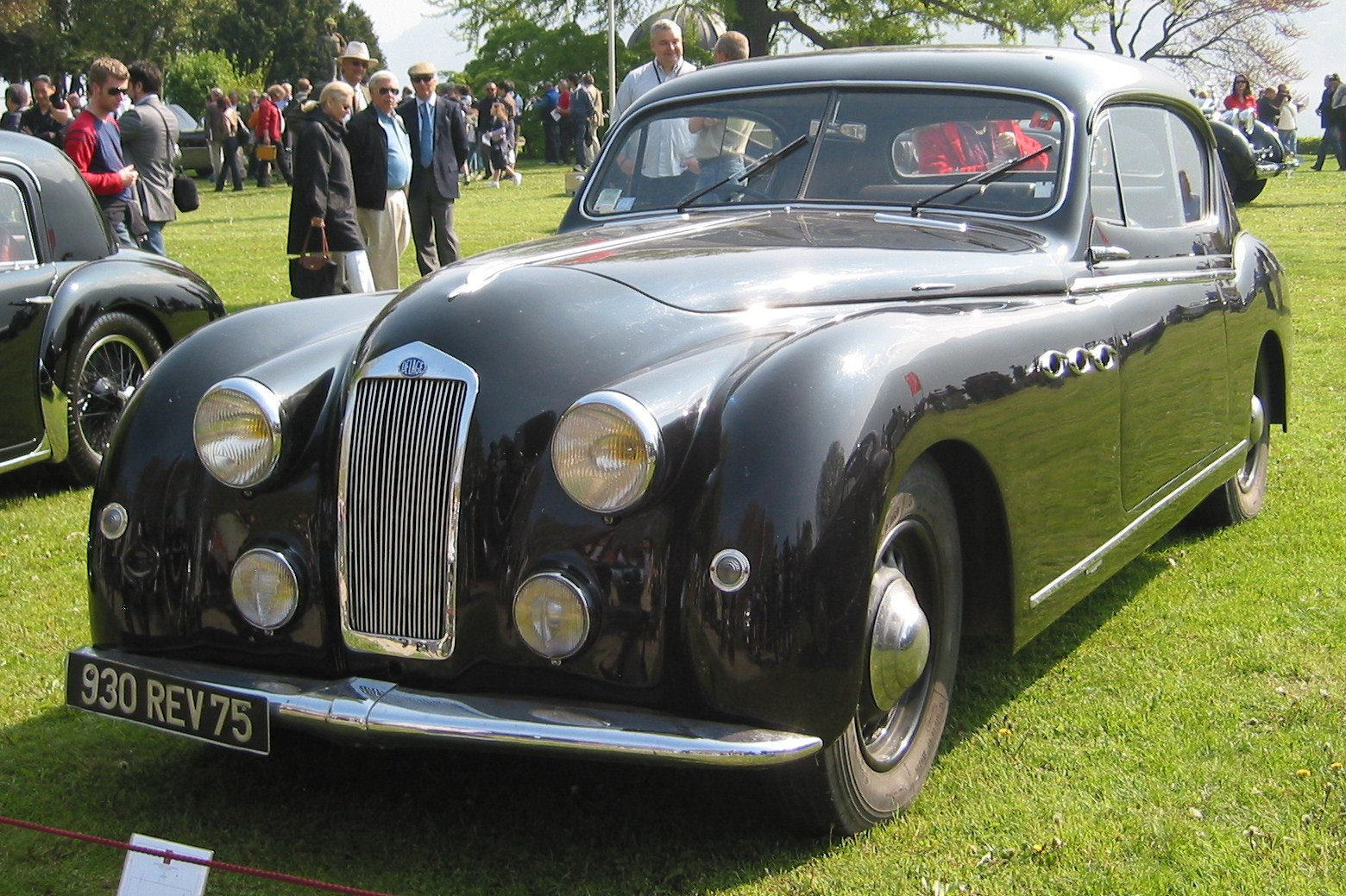
D6 3-Litres Coach Letourneur & Marchand (1947)

Les châssis-moteurs Delage sont carrossés par les plus prestigieux carrossiers français indépendants de l’époque, dont Letourneur & Marchand, Henri Chapron, Jacques Saoutchik, Figoni & Falaschi, Marcel Pourtout, Jean Henri-Labourdette, Marius Franay, Alphonse Guilloré...
La Grande Dépression contraint Louis Delâge à fermer ses usines de Courbevoie en avril 1935, et à revendre sa marque à son principal concurrent Delahaye, dont il devient filiale des modèles haut de gamme. La production des Delage est transférée à l'usine Delahaye rue Pirandello du 13e arrondissement de Paris (ou sont entre autres produites les Delahaye Type 135 à moteur 6 cylindres). La production est arrêtée en 1939 à la suite de la déclaration de la Seconde Guerre mondiale et de la réquisition des usines Delahaye pour l'effort de guerre. La production est reprise après-guerre en 1946 sous le nom de D6 3-Litres jusqu'à la disparition de Delahaye en 1954.

Quelques modèles de Grand Prix
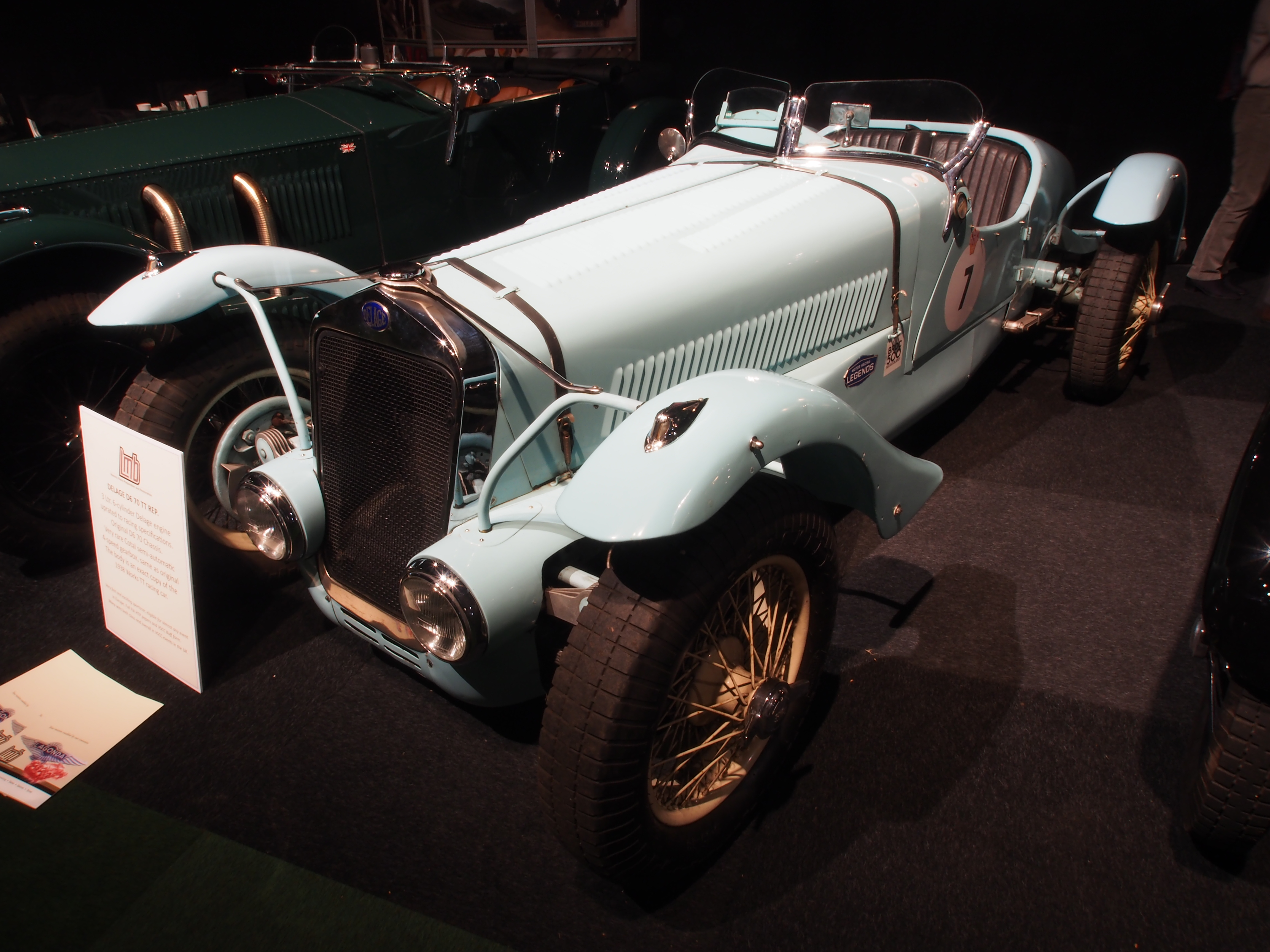
D6-70 TT (1938)
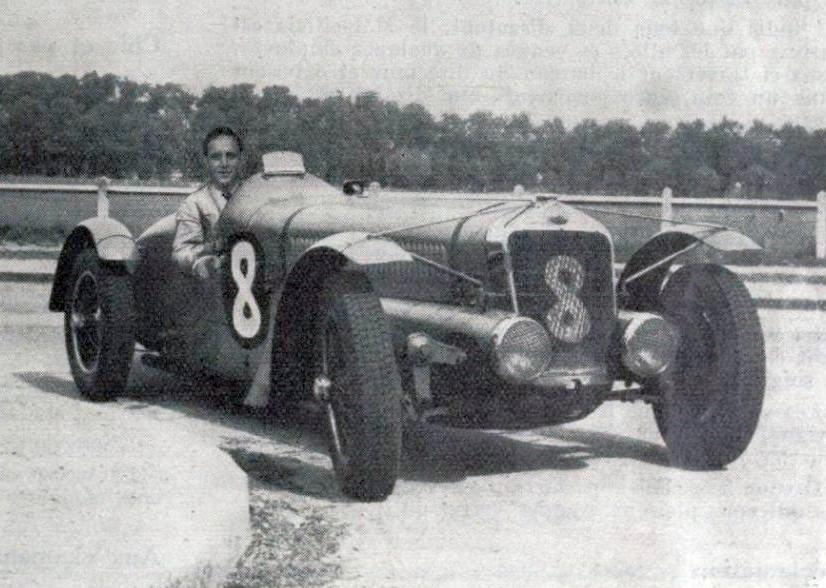
Victoire du RAC Tourist Trophy 1938
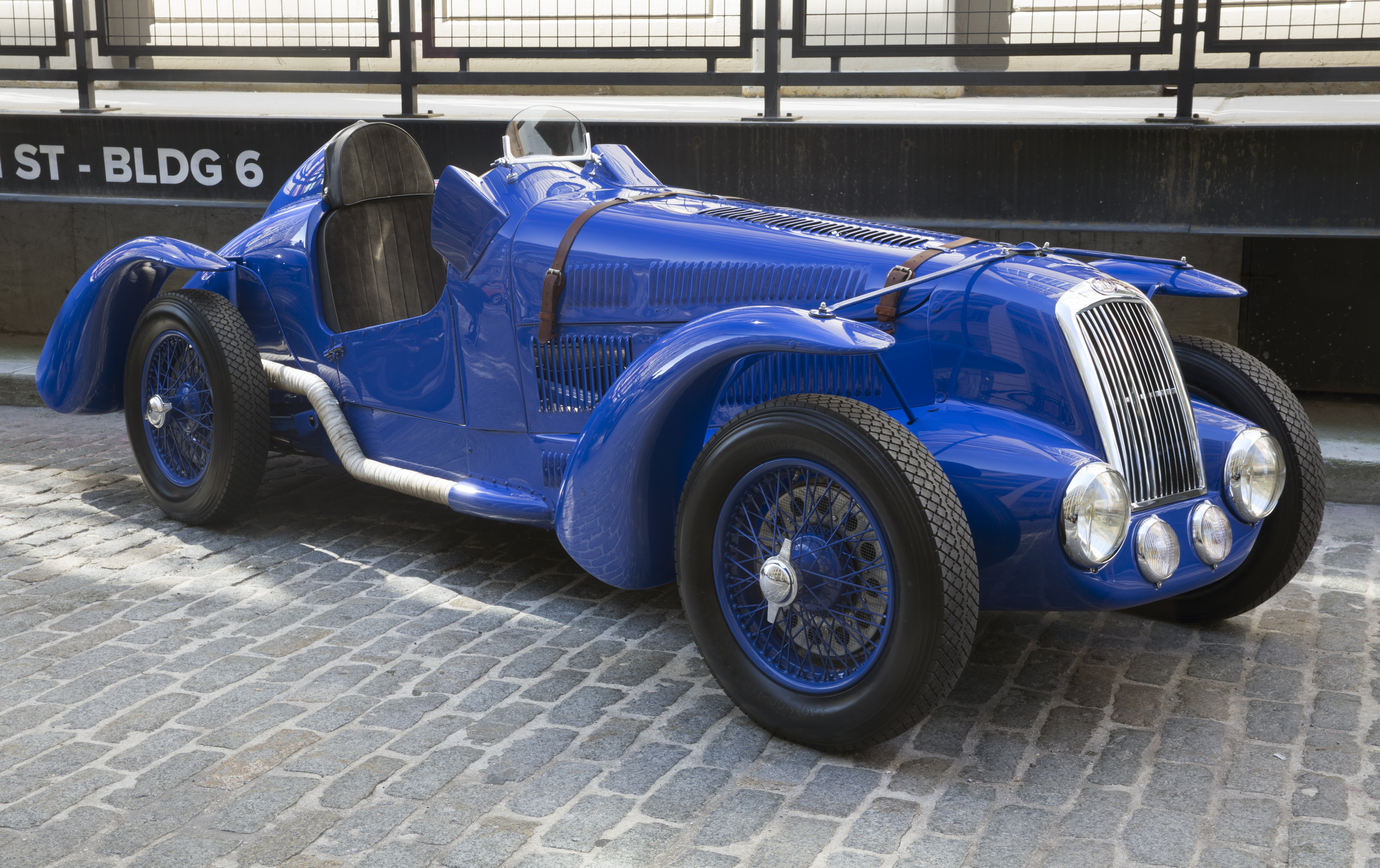
D6 3-Litres Grand Prix (1939)
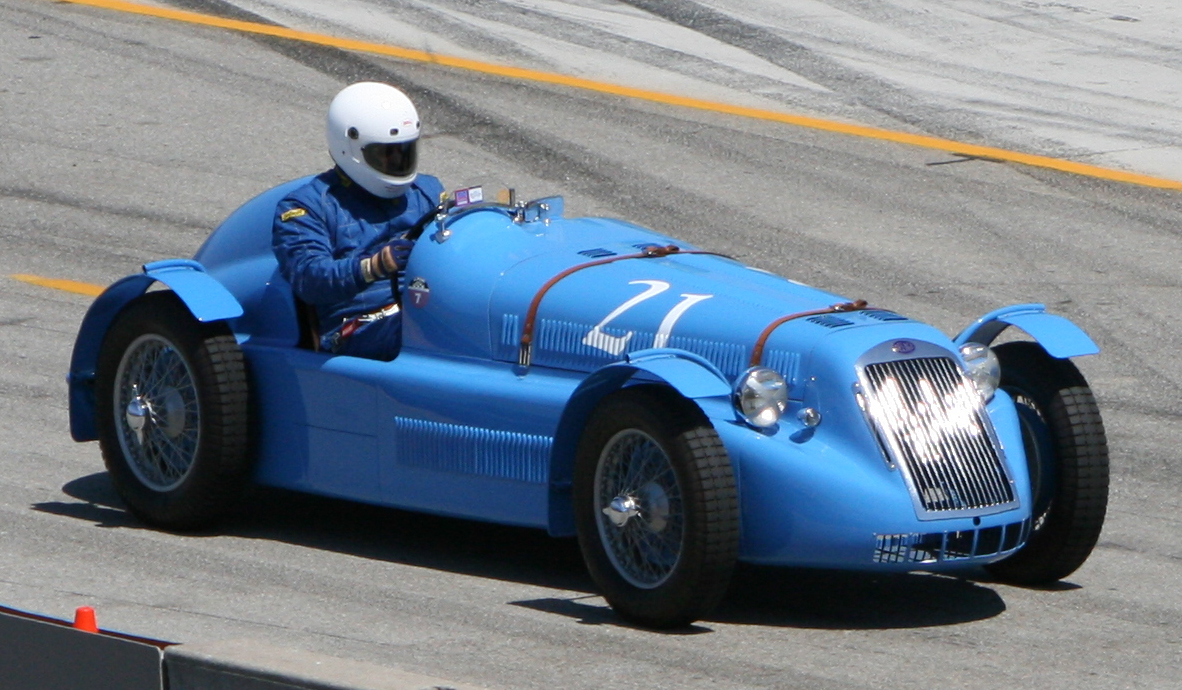
D6 3-Litres Grand Prix (1946)
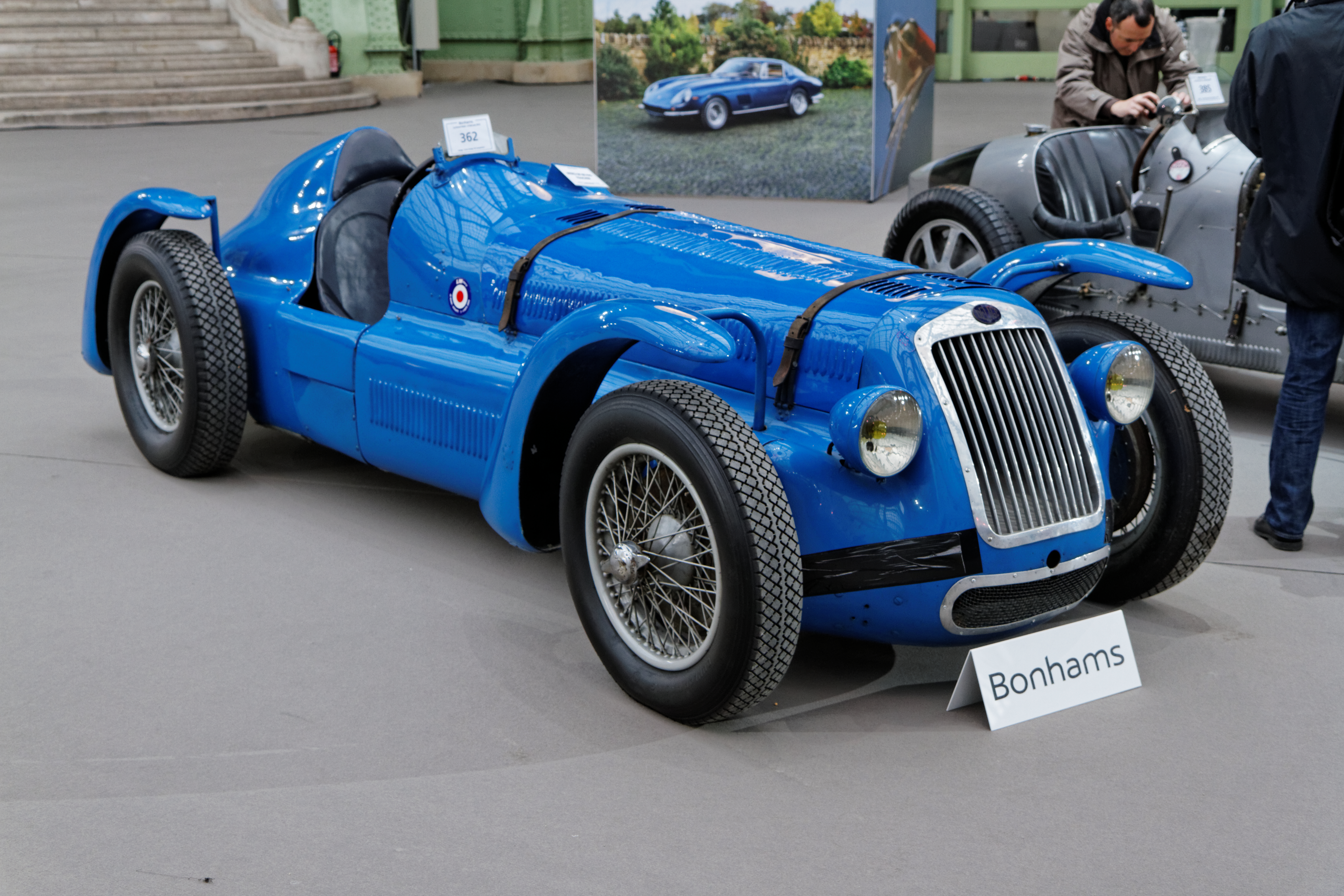
D6 3-Litres Grand Prix (1947)

## Modèles
- 1930-1933 : D6

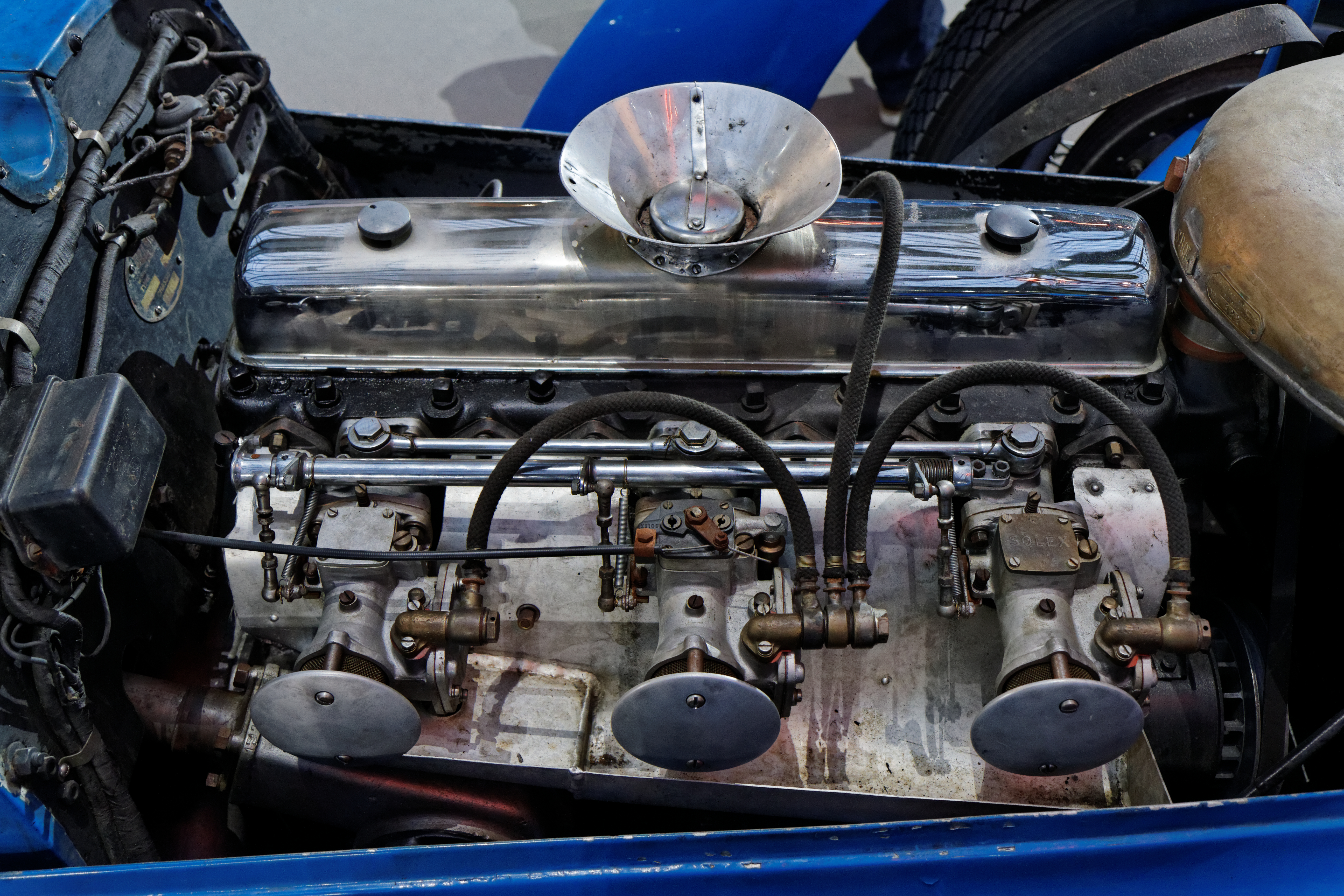
Moteur 6 cylindres 3-Litres Grand Prix

- 1932-1934 : D6-11 et D6-12 (11 et 12 chevaux fiscaux)
- 1934-1935 : D6-65 (65 cv)
- 1935-1937 : D6-60 (60 cv)
- 1935-1937 : D6-80 (80 cv)
- 1937-1938 : D6-70 (70 cv)
- 1939-1940 : D6-75 (75 cv)
- 1946-1954 : D6 3-Litres (90 ch - 2984 cm³)
- 1948-1949 : D6 3-Litres Olympic (100 ch - 2984 cm³ - 3 carburateurs, pour 150 km/h de vitesse de pointe)[2]
- D6 3-Litres Grand Prix